# 楠草
楠草（学名：Dipteracanthus repens），又名匍匐消、蘆利草，为爵床科双翅爵床属的植物。分布在马来西亚、台湾岛、菲律宾、印度以及中国大陆的广西、香港、广东、云南、重庆、海南等地，生长于海拔100米至300米的地区，多生在旷野草地，目前尚未由人工引种栽培。